# Ingannapreti
Gli ingannapreti sono un tipo di pasta all'uovo, simili ai cappelletti, ma privi di ripieno, tipici della Romagna, in particolare della zona di Ravenna e Cervia. Tradizionalmente sono serviti come primo piatto. 
Il gastronomo Graziano Pozzetto nel suo glossario dedicato alle paste romagnole li identifica con la denominazione romagnola - dichiaratamente non priva di ironia- di fota-prit (inganna preti). All'origine ci sarebbe l'obiettivo delle azdore (le massaie romagnole) di fare bella figura al pranzo domenicale, nonostante le ristrettezze economiche. A questo scopo, si ingegnavano nel realizzare un tipo di pasta che richiamasse l'aspetto dei cappelletti, ma senza il ripieno, e che, quindi, ironicamente "ingannasse" il prete, che tradizionalmente era invitato come ospite a pranzo la domenica. Il nome ingana purèt (in romagnolo, "inganna poveri"), anch'esso usato, indicherebbe un'alternativa al cappelletto per chi non poteva permettersi gli ingredienti del tradizionale ripieno.

## Preparazione
Sono ricavati da una sfoglia preparata con uova e farina, che viene tagliata in riquadri di 3 cm di lato (o della dimensione desiderata) con l’apposita rotella dentata. I riquadri vengono lasciati vuoti, senza l’aggiunta di ripieno, e vengono chiusi in due fasi, secondo il procedimento adottato per i cappelletti: dapprima si piega la sfoglia a triangolo avendo cura di unire, schiacciandole con le dita, solo le due punte al vertice. Successivamente, il triangolo ottenuto viene avvolto e chiuso attorno al dito indice, facendo combaciare e unire le punte delle due estremità.  In questo modo si ottiene una forma a cono, simile a quella del cappelletto. 
Vengono lessati per pochi minuti e tradizionalmente conditi con ragù o sugo o serviti in brodo di carne.